# Rząd Czech
Rząd Republiki Czeskiej (czes. Vláda České republiky) – najwyższy organ władzy wykonawczej Czech.

## Rząd Czech według Konstytucji

### Organizacja rządu
Zgodnie z czeską Konstytucją Rząd Czech składa się z Premiera, wicepremierów oraz ministrów. Rząd jest organem kolegialnym i w celu podjęcia uchwały, stosuje większość bezwzględną. Premier organizuje działanie Rządu, przewodniczy jego posiedzeniom, działa w imieniu rządu i wykonuje inne działania nałożone na niego przez Konstytucję. Rząd ma prawo wydawać rozporządzenia.

### Powołanie i dymisja rządu
Prezydent Czech powołuje Premiera Rządu, a na jego wniosek pozostałych członków gabinetu, którym powierza kierowanie konkretnymi ministerstwami i innymi urzędami. Rząd powinien uzyskać wotum zaufania w terminie 30 dni od dnia powołania. Jeśli Zgromadzenie Narodowe nie wyrazi zaufania dla nowo powstałego rządu, Prezydent może podjąć dwa kroki prawne. Pierwszy z nich to ponowne powołanie premiera rządu, który znowu zaproponuje skład rządu. Jeśli ta forma powołania rządu się nie powiedzie, Prezydent może powołać premiera na podstawie wniosku Przewodniczącego Izby Poselskiej.
Ministrowie składają przysięgę przed prezydentem. Przysięga ma następujący kształt:

Ślubuję wierność Republice Czeskiej. Ślubuję, że będę przestrzegać jej Konstytucji i ustaw oraz wprowadzać je w życie. Ślubuję na swój honor, że swój urząd będę sprawować sumiennie, a swojego stanowiska nie nadużyję

Rząd może zwrócić się do Izby Poselskiej o wotum zaufania, a niższa izba czeskiego parlamentu może podjąć uchwałę o wotum nieufności dla rządu. Takie wotum nieufności może być rozpatrywane tylko i wyłącznie, jeśli 50 posłów złoży pisemny wniosek. W przypadku uchwalania wotum nieufności stosuje się większość bezwzględną.
Premier rządu składa dymisję na ręce Prezydenta, a ministrowie są zobowiązani złożyć rezygnacje przez Premiera. Rząd może zostać zdymisjonowany także w sytuacji braku wotum zaufania parlamentu lub uchwalenia wotum nieufności. Rząd ma obowiązek złożenia dymisji po pierwszym posiedzeniu nowo wybranego parlamentu. Prezydent w tych sytuacjach powinien przyjąć dymisję. Głowa państwa ma prawo odwołać konkretnego członka rządu na prośbę premiera albo też cały rząd, który nie podał się wcześniej do dymisji.

### Organy doradcze rządu
Rząd powołuje specjalne organy doradcze (czes. Poradní, pracovní a jiné orgány vlády ČR, PPOV), które wspierają jego działalność. Te organy składają się z członków rządu i innych ekspertów. Mogą mieć charakter stały lub tymczasowy. Obecnie funkcjonuje 19 organów doradczychː
- Rada Bezpieczeństwa Narodowego (czes. Bezpečnostní rada státu)
- Antykorupcyjny Komitet Rządowy (czes. Rada vlády pro koordinaci boje s korupcí)
- Rada Legislacyjna Rządu (czes. Legislativní rada vlády)
- Rada ds. Zrównoważonego Rozwoju (czes. Rada pro udržitelný rozvoj)
- Komitet ds. Unii Europejskiej (czes. Výbor pro Evropskou unii)
- Czeski Komitet Etyki (czes. Etická komise České republiky pro ocenění účastníků odboje a odporu proti komunismu)
- Międzyministerialny Komitet ds. Wspólnoty Romskiej (czes. Rada vlády pro záležitosti romské menšiny)
- Rządowa Rada ds. Praw Człowieka (czes. Rada vlády pro lidská práva)
- Rządowa Rada ds. Równości Płci (czes. Rada vlády pro rovnost žen a mužů)
- Rządowa Rada ds. Mniejszości Narodowych (czes. Rada vlády pro národnostní menšiny)
- Rządowa Rada ds. Organizacji Pozarządowych (czes. Rada vlády pro nestátní neziskové organizace)
- Rządowa Rada ds. nominacji Kadrowych (czes. Vládní výbor pro personální nominace)
- Rządowa Rada ds. Koordynacji Polityki Narkotykowej (czes. Rada vlády pro koordinaci protidrogové politiky)
- Rządowa komisja ds. Osób Niepełnosprawnych (czes. Vládní výbor pro zdravotně postižené občany)
- Pełnomocnik Rządu ds. Praw Człowieka (czes. Zmocněnec vlády pro lidská práva)
- Rządowy Komitet Przemieszczeń (czes. Vládní dislokační komise)
- Rządowy Komitet ds. Społeczeństwa Informatycznego (czes. Vyrovnání s církvemi a náboženskými společnostmi)
- Rządowy Komitet ds. Konkurencyjności i Wzrostu Gospodarczego (czes. Rada vlády pro konkurenceschopnost a hospodářský růst)
- Rada ds. Badań Naukowych, Rozwoju i Innowacji (czes. Rada pro výzkum, vývoj a inovace)[2]

## Lista rządów Czech

### Protektorat Czech i Moraw(1939 – 1945)
| #  | #  | #  | Nazwa rządu               | Nazwa rządu               | Kadencja         | Kadencja         | Partie polityczne | Partie polityczne | Partie polityczne |
| #  | #  | #  | Nazwa rządu               | Nazwa rządu               | Od               | Do               | Partie polityczne | Partie polityczne | Partie polityczne |
| -- | -- | -- | ------------------------- | ------------------------- | ---------------- | ---------------- | ----------------- | ----------------- | ----------------- |
| 1. | 1. | 1. | Drugi rząd Rudolfa Berana | Drugi rząd Rudolfa Berana | 15 marca 1939    | 27 kwietnia 1939 | NS                | NS                | NS                |
| 2. | 2. | 2. | Rząd Aloisa Eliáša        | Rząd Aloisa Eliáša        | 27 kwietnia 1939 | 27 września 1941 | NS                | NS                | NS                |
| 3. | 3. | 3. | Rząd Jaroslava Krejčíego  | Rząd Jaroslava Krejčíego  | 19 stycznia 1942 | 19 stycznia 1945 | NS                | NS                | NS                |
| 4. | 4. | 4. | Rząd Richarda Bienerta    | Rząd Richarda Bienerta    | 19 stycznia 1945 | 5 maja 1945      | NS                | NS                | NS                |

### Czeska Republika Socjalistyczna(1969 – 1990), Czeska Republika – w składzieCzechosłowacji(1990 – 1992)
| #  | #  | #  | Nazwa rządu                                                             | Nazwa rządu                                                             | Kadencja         | Kadencja         | Partie polityczne | Partie polityczne | Partie polityczne |
| #  | #  | #  | Nazwa rządu                                                             | Nazwa rządu                                                             | Od               | Do               | Partie polityczne | Partie polityczne | Partie polityczne |
| -- | -- | -- | ----------------------------------------------------------------------- | ----------------------------------------------------------------------- | ---------------- | ---------------- | ----------------- | ----------------- | ----------------- |
| 1. | 1. | 1. | Rząd Stanislava Rázla                                                   | Rząd Stanislava Rázla                                                   | 8 stycznia 1969  | 29 września 1969 | KSČ               | KSČ               | KSČ               |
| 2. | 2. | 2. | Rząd Josefa Kempnego i Josefa Korčáka                                   | Rząd Josefa Kempnego i Josefa Korčáka                                   | 29 września 1969 | 9 grudnia 1971   | KSČ               | KSČ               | KSČ               |
| 3. | 3. | 3. | Drugi rząd Josefa Korčáka                                               | Drugi rząd Josefa Korčáka                                               | 29 września 1969 | 4 listopada 1976 | KSČ               | KSČ               | KSČ               |
| 4. | 4. | 4. | Trzeci rząd Josefa Korčáka                                              | Trzeci rząd Josefa Korčáka                                              | 4 listopada 1976 | 18 czerwca 1981  | KSČ               | KSČ               | KSČ               |
| 5. | 5. | 5. | Czwarty rząd Josefa Korčáka                                             | Czwarty rząd Josefa Korčáka                                             | 18 czerwca 1981  | 18 czerwca 1986  | KSČ               | KSČ               | KSČ               |
| 6. | 6. | 6. | Rząd Josefa Korčáka, Ladislava Adamca, Františka Pitry i Petra Pitharta | Rząd Josefa Korčáka, Ladislava Adamca, Františka Pitry i Petra Pitharta | 18 czerwca 1981  | 29 czerwca 1990  | KSČ OF            | KSČ OF            | KSČ OF            |
| 7. | 7. | 7. | Rząd Petra Pitharta                                                     | Rząd Petra Pitharta                                                     | 18 czerwca 1981  | 2 lipca 1992     | OF KDU HSD-SMS    | OF KDU HSD-SMS    | OF KDU HSD-SMS    |

### Republika Czeska(od 1993)
| #   | Nazwa rządu                   | Kadencja         | Kadencja         | Powód dymisji                                                                            | Partie polityczne                            |
| #   | Nazwa rządu                   | Od               | Do               | Powód dymisji                                                                            | Partie polityczne                            |
| --- | ----------------------------- | ---------------- | ---------------- | ---------------------------------------------------------------------------------------- | -------------------------------------------- |
| 1.  | Pierwszy rząd Václava Klausa  | 2 lipca 1992     | 4 lipca 1996     | wybory parlamentarne w 1996                                                              | ODS KDS ODA KDU-ČSL                          |
| 2.  | Drugi rząd Václava Klausa     | 4 lipca 1996     | 2 stycznia 1998  | nielegalne finansowanie ODS spory koalicjantów pogarszające się wyniki gospodarcze Czech | ODS ODA KDU-ČSL                              |
| 3.  | Rząd Josefa Tošovskiego       | 2 stycznia 1998  | 22 lipca 1998    | wybory parlamentarne w 1998                                                              | ODS ODA KDU-ČSL                              |
| 4.  | Rząd Miloša Zemana            | 22 lipca 1998    | 15 lipca 2002    | wybory parlamentarne w 2002                                                              | ČSSD                                         |
| 5.  | Rząd Vladimíra Špidli         | 15 lipca 2002    | 4 sierpnia 2004  | przegrana ČSSD w wyborach do PE utrata poparcia Špidly wewnątrz partii                   | ČSSD US-DEU KDU-ČSL                          |
| 6.  | Rząd Stanislava Grossa        | 4 sierpnia 2004  | 25 kwietnia 2005 | afera Stanislava Grossa                                                                  | ČSSD US-DEU KDU-ČSL                          |
| 7.  | Rząd Jiříego Paroubka         | 25 kwietnia 2005 | 4 września 2006  | wybory parlamentarne w 2006                                                              | ČSSD US-DEU KDU-ČSL                          |
| 8.  | Pierwszy rząd Mirka Topolánka | 4 września 2006  | 9 stycznia 2007  | wotum nieufności                                                                         | ODS bezpartyjni                              |
| 9.  | Drugi rząd Mirka Topolánka    | 9 stycznia 2007  | 8 maja 2009      | wotum nieufności                                                                         | ODS KDU-ČSL SZ bezpartyjni                   |
| 10. | Rząd Jana Fischera            | 8 maja 2009      | 13 lipca 2010    | wybory parlamentarne w 2010                                                              | bezpartyjni, nominowani przez: ČSSD ODS SZ   |
| 11. | Rząd Petra Nečasa             | 13 lipca 2010    | 10 lipca 2013    | skandal korupcyjny                                                                       | ODS TOP 09 LIDEM (początkowo VV) bezpartyjni |
| 12. | Rząd Jiříego Rusnoka          | 10 lipca 2013    | 29 stycznia 2014 | wotum nieufności                                                                         | bezpartyjni KDU-ČSL                          |
| 13. | Rząd Bohuslava Sobotki        | 29 stycznia 2014 | 13 grudnia 2017  | wybory parlamentarne w 2017                                                              | ČSSD ANO 2011 KDU-ČSL bezpartyjni            |
| 14. | Pierwszy rząd Andreja Babiša  | 13 grudnia 2017  | 27 czerwca 2018  |                                                                                          | ANO 2011 bezpartyjni                         |
| 15. | Drugi rząd Andreja Babiša     | 27 czerwca 2018  | 17 grudnia 2021  | wybory parlamentarne w 2021                                                              | ANO 2011 ČSSD bezpartyjni                    |
| 16. | Rząd Petra Fiali              | 17 grudnia 2021  |                  |                                                                                          | ODS TOP 09 KDU-ĆSL                           |